# 阿莉恰·克拉西克
阿莉恰·克拉西克（波蘭語：Alicja Klasik，2004年2月14日—），波兰女子击剑运动员，2023年世界青年击剑锦标赛女子重剑团体金牌得主、2024年夏季奥林匹克运动会女子重剑团体铜牌得主。